# Policia Noruega
La policia noruega (en noruec: Politi- og lensmannsetaten) és l'agència de policia civil noruega. Consisteix en una Direcció Central de Policia Nacional (en noruec: Politidirektoratet), set agències especialitzades i dotze districtes policials. Aquest organisme governamental depén del Ministeri de Justícia i Seguretat Pública i té 23.977 empleats (l'any 2014), dels quals 8.000 són agents de policia. A més de les facultats policials, el servei s'encarrega del control de les fronteres, d'unes certes obligacions civils, de la coordinació de les operacions de cerca i rescat, de la lluita contra el terrorisme, del patrullatge de carreteres, de l'ordre d'execució, de la recerca i l'enjudiciament penals.
Altres responsabilitats són la seguretat d'ambaixades i la protecció de membres del govern i la família reial.

## Empleats
Els agents de policia noruecs només poden portar una arma en el cinturó en circumstàncies excepcionals (per exemple, un major risc de terrorisme) i amb un permís. En cas contrari, l'arma ha de deixar-se en el cotxe patrulla i només pot ser utilitzada en cas d'emergència.
Dels 23.977, el 11067 són dones el qual representaria el 46'16% de l'agència policial. Els empleats d'aquest organisme representa el 14'99% de tots els treballadors públics de l'Administració Pública de Noruega.